# 萧大雅
蕭大雅（533年—549年），字仁风，梁簡文帝蕭綱第十二子。

## 母
谢夫人，梁簡文帝的妃嫔，梁武帝中大通五年（533年），生蕭大雅。

## 生平
大同九年（543年），封浏阳县公，食邑一千五百户。大雅幼年聪警，美姿仪，特受祖父梁武帝喜爱。
太清二年（548年），侯景围攻建康。太清三年（549年），京城陷落，侯景的军队已进城，蕭大雅仍命令左右格战，叛军越来越多，蕭大雅自己缒城而下，因发愤感疾而亡，享年十七岁。梁武帝被困餓死，侯景立太子蕭綱为帝。